# День космонавтики Китая
День космонавтики Китая — это праздник авиакосмической отрасли в Китайской Народной Республике, который ежегодно проводится 24 апреля. Праздник начал отмечаться в 2016 году. В этот день в Национальном космическом управлении проходят мероприятия, связанные с аэрокосмической тематикой.

## История
На втором заседании Одиннадцатого Национального комитета Народного политического консультативного совета Китая в 2009 году Лян Сяохун, член Национального комитета Народного политического консультативного совета Китая, впервые выдвинул «Предложение о создании «Дня космонавтики Китая».
8 марта 2016 года Государственный совет Китайской Народной Республики решил объявить 24 апреля каждого года «Днём космоса Китая», начиная с 2016 года. Этот день был выбран потому, что 24 апреля 1970 года был успешно запущен первый в стране искусственный спутник Земли Дунфан Хун-1.